# Révolte des comtes

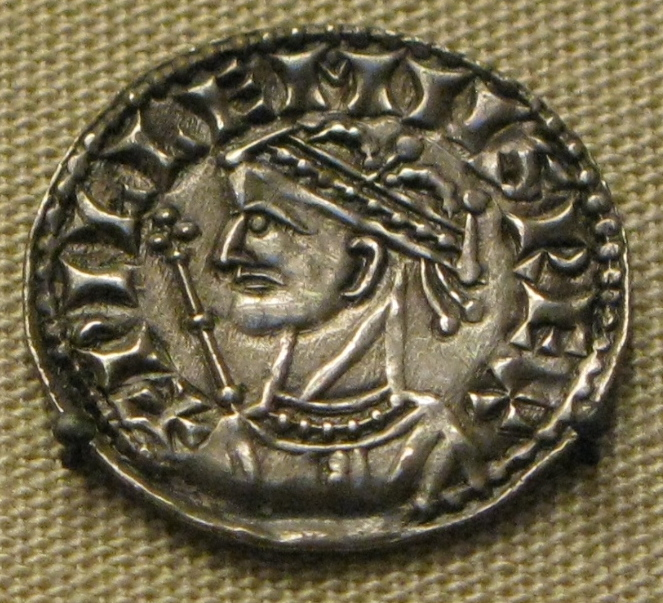
Monnaie d'argent de Guillaume le Conquérant.

La révolte des comtes, qui se déroula en Angleterre en 1075, fut une rébellion de trois comtes anglo-normands contre leur souverain Guillaume le Conquérant. Ce fut le dernier acte sérieux de résistance que rencontra le Conquérant sur le sol anglais, mais elle provoqua un affaiblissement de sa position en Normandie face au roi de France.

## Contexte
Les raisons de cette révolte sont obscures. Florence de Worcester, chroniqueur  écrivant quelques dizaines d'années après les faits, explique qu'elle est due à l'interdiction par le roi du mariage entre Emma, fille du défunt Guillaume Fitz Osbern († 1071), 1er comte d'Hereford, et Raoul Ier de Gaël, comte d'Est-Anglie. La Chronique anglo-saxonne, qui est contemporaine des faits, relate qu'au contraire, le roi avait donné la main d'Emma à son comte. Une lettre de Lanfranc, l'archevêque de Cantorbéry, démontre que ce mariage n'était pas du tout interdit.
Ralph de Gaël était un comte anglo-breton qui avait hérité de son père l'importante seigneurie de Gaël en Bretagne, ainsi que ses domaines anglais. Il est un leader naturel pour tous ces Bretons de la classe moyenne venus avec le Conquérant en 1066. Il obtient ainsi leur soutien dans sa rébellion.
La conspiration débute à l'occasion de la fête célébrant le mariage de Ralph et d'Emma qui se tient à Exning, près de Newmarket dans le Suffolk. Ralph convainc son nouveau beau-frère Roger de Breteuil, 2e comte d'Hereford, de s'associer à lui. 
La conspiration se renforce quand Waltheof, comte de Huntingdon et de Northumbrie, neveu par alliance du Conquérant et qui est haut dans son estime, la rejoint. Orderic Vital explique que Waltheof est un participant involontaire, car ayant surpris le complot il prête serment de garder le secret, mais à contrecœur.
Avant l'éclosion de la révolte, Ralph, l'incontestable leader de cette rébellion, demande l'aide des Danois. Mais l'expédition danoise vers l'Angleterre est reportée à cause des troubles causés dans le pays par la succession de Sven II de Danemark.
Au même moment, les alliés de Ralph en Bretagne sont prêts à se révolter contre Hoël II de Bretagne et à envahir la Normandie. Les comtes Robert Ier de Flandre, Foulque IV d'Anjou et le roi Philippe Ier de France regardent attentivement les développements de la situation, espérant pouvoir en tirer avantage.
Waltheof se décourage rapidement, et confesse la conspiration à Lanfranc à qui Guillaume le Conquérant a confié l'administration du royaume pendant qu'il est en Normandie. Il envoie Waltheof en Normandie avouer sa faute au roi.

## Déroulement de la révolte
La rébellion débute, mais elle se transforme rapidement en désastre. Elle est réprimée rapidement sans trop de difficultés et sans grands combats. Les Anglo-Saxons Wulfstan, évêque de Worcester, et Æthelwig, abbé d'Evesham, aidés par les barons normands Urse d'Abbetot et Gautier de Lacy, lèvent une armée pour contenir Roger de Breteuil dans le Herefordshire. Il est mis en échec à la rivière Severn, et ne peut joindre ses forces à celle de Ralph de Gaël.
Au même moment, Guillaume de Warenne et Richard de Bienfaite, que le roi a établi comme Chief Justiciars pendant son absence, ainsi que les évêques guerriers Odon de Bayeux et Geoffroy de Montbray barrent la route de Ralph de Gaël à Fawdon dans le sud du Cambridgeshire.
Ralph se replie aussitôt vers Norwich, les forces royales à ses trousses. Laissant sa femme défendre le château de Norwich, il prend la mer. Il est possible qu'il soit allé jusqu'au Danemark à la recherche de soutien, mais il retourne finalement en Bretagne.
La comtesse est assiégée dans son château de Norwich quelque temps, jusqu'à ce qu'elle obtienne un sauf-conduit pour elle et ses partisans. Leurs terres sont confisquées, et il leur est laissé 40 jours pour quitter le royaume. L'ex-comtesse se retire en Bretagne, où elle rejoint son mari.
Pendant ce temps, vers la fin de 1075, les Danois ont envoyé leur expédition qui aborde l'Angleterre avec près de 200 navires. Mais voyant que personne ne les attend et que la rébellion a échoué, ils remontent la côte vers le nord, pillent la côte et font un raid sur York.

## Conséquences

### En Angleterre
Ralph de Gaël est dépouillé de toutes ses terres anglaises et de son titre de comte. Roger de Breteuil est arrêté avant la fin de l'année. Il est lui aussi dépossédé, et condamné à la prison à vie. Il est cependant libéré avec d'autres prisonniers politiques à la mort du roi en 1087.
Waltheof qui est retourné en Angleterre avec Guillaume, est finalement arrêté. Il est amené plusieurs fois devant la cour pour y être interrogé. Le roi décide de le traiter non comme un Normand, mais comme un Anglo-Saxon, et il le condamne à mort. Lanfranc et d'autres essayent de le convaincre de changer d'avis, car Waltheof n'aurait été qu'un comparse involontaire, qui de plus avait révélé l'intrigue. Mais le roi ne change pas d'avis, et probablement encouragé par sa nièce Judith, qui a témoigné contre son mari, décide que Waltheof a déjà eu suffisamment droit à sa clémence. Waltheof est décapité sur la colline de St Giles près de Winchester, le 31 mai 1076. Il est le dernier comte anglo-saxon d'Angleterre.
Orderic Vital précise que les rebelles capturés pendant la révolte ont le pied droit tranché afin de pouvoir être reconnus ultérieurement.

### En Bretagne
Rentré en Bretagne, Ralph de Gaël continue sa rébellion depuis son fief de Gaël. Allié à Geoffroy Granon, il est en rébellion à la fois contre le Conquérant, et contre Hoël II, le duc de Bretagne. 
En septembre 1076, Guillaume le Conquérant, voulant empêcher l'établissement d'un pouvoir hostile tout près de la frontière occidentale de son duché, l'assiège dans le château de Dol.
C'est alors que le roi de France Philippe Ier, voyant dans cette situation une opportunité à saisir, vient au secours de Dol. Son intervention est un succès complet. Le Conquérant doit lever le siège et s'enfuir rapidement. Ses pertes en hommes et en matériel sont très lourdes. 
Cette défaite est le premier revers sérieux qu'il subit en France depuis plus de vingt ans. Elle écorne même sa réputation, et ses adversaires y voient l'opportunité de pousser leur avantage. Ralph de Gaël reste influent et bien établi. En 1077, Philippe Ier consolide sa position dans le Vexin sans sérieuse opposition. Fin 1076, Jean de la Flèche, l'un des plus fervents soutiens de Guillaume le Conquérant dans le Maine, est attaqué par Foulque le Réchin, le comte d'Anjou. Guillaume doit venir à son secours. En 1077, le roi de France et le roi d'Angleterre signent un pacte pour ratifier la paix entre eux.

### Sources
- (en) Frank Stenton, Anglo-Saxon England, Oxford University, 3e édition, 1971, p. 610-613.
- (en) David C. Douglas, William the Conqueror, University of California Press, 1964, p 230-235.